# Église Saint-Lubin d'Averdon
Pour les articles homonymes, voir Église Saint-Lubin.
L'Église Saint-Lubin est une église catholique située sur la commune d' Averdon, Loir-et-Cher, Centre-Val de Loire en France. Depuis 1947, elle est classée aux monuments historiques.

## Historique
Les bases de l'église remontent à l'époque carolingienne.
Cette église est dédiée à Saint Lubin, un évêque de Chartres du VIe siècle.
L'édifice est classé au titre des monuments historiques par arrêté du 24 avril 1947.

## Description

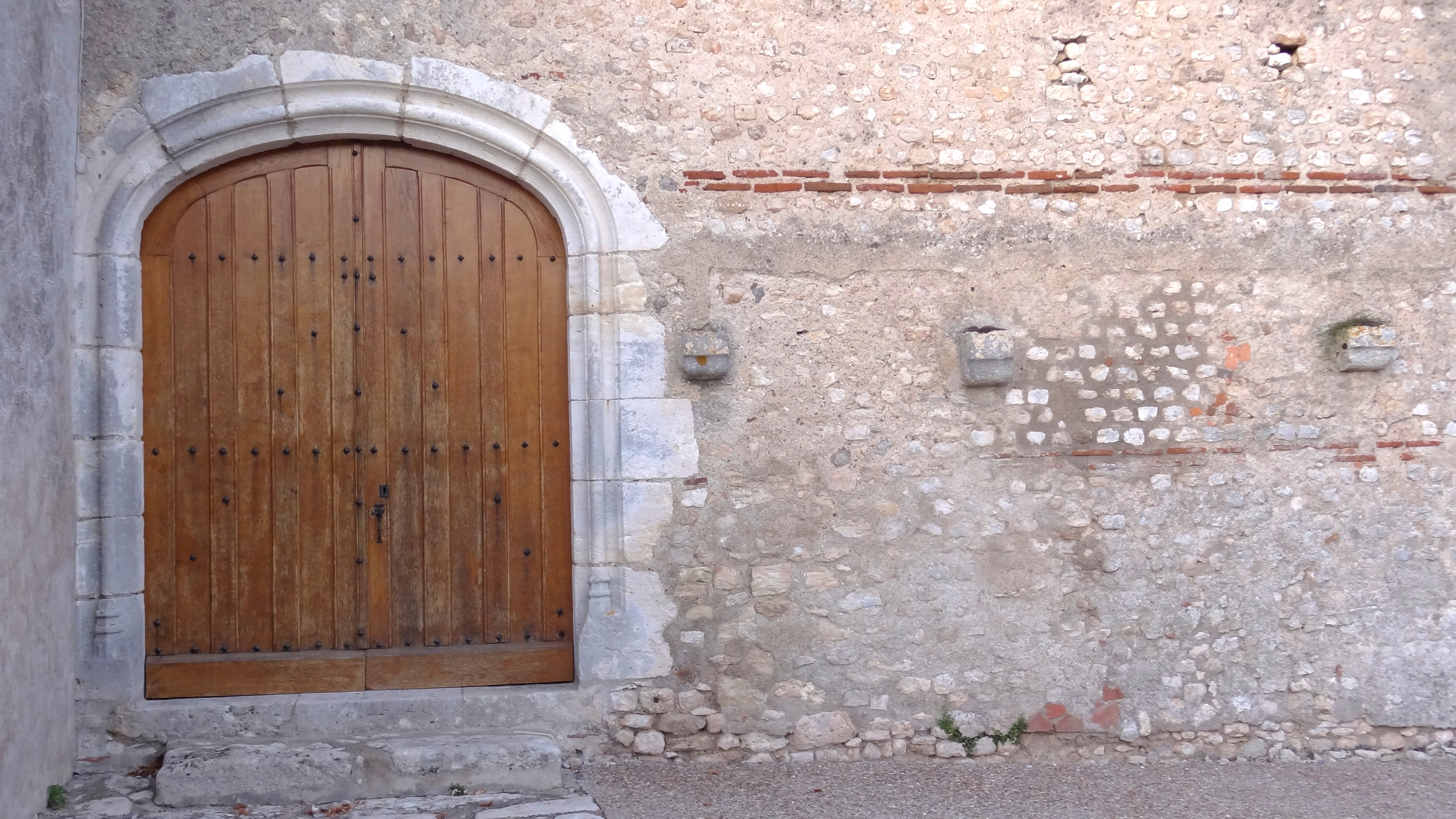
Entrée principale
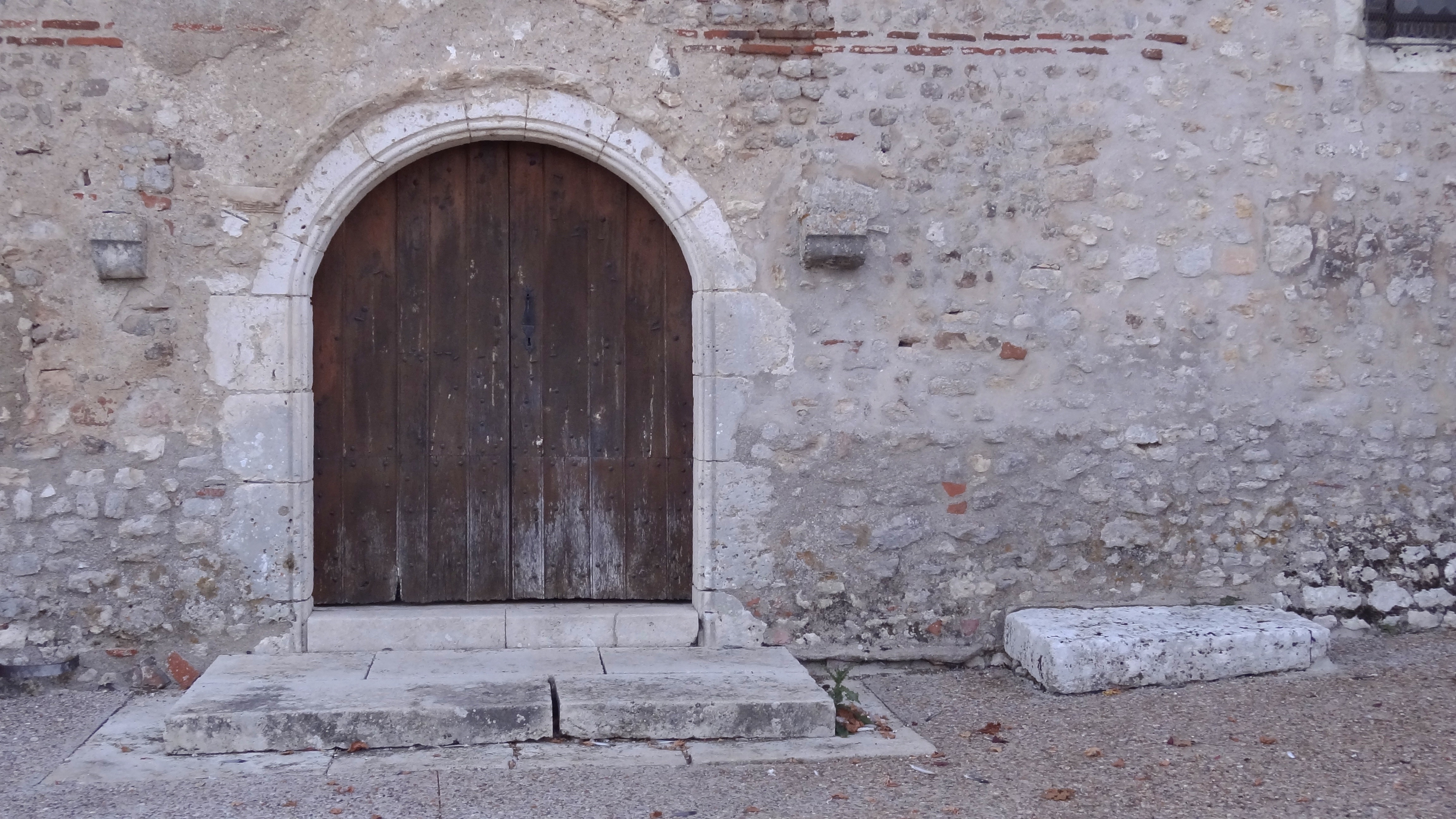
Entrée secondaire
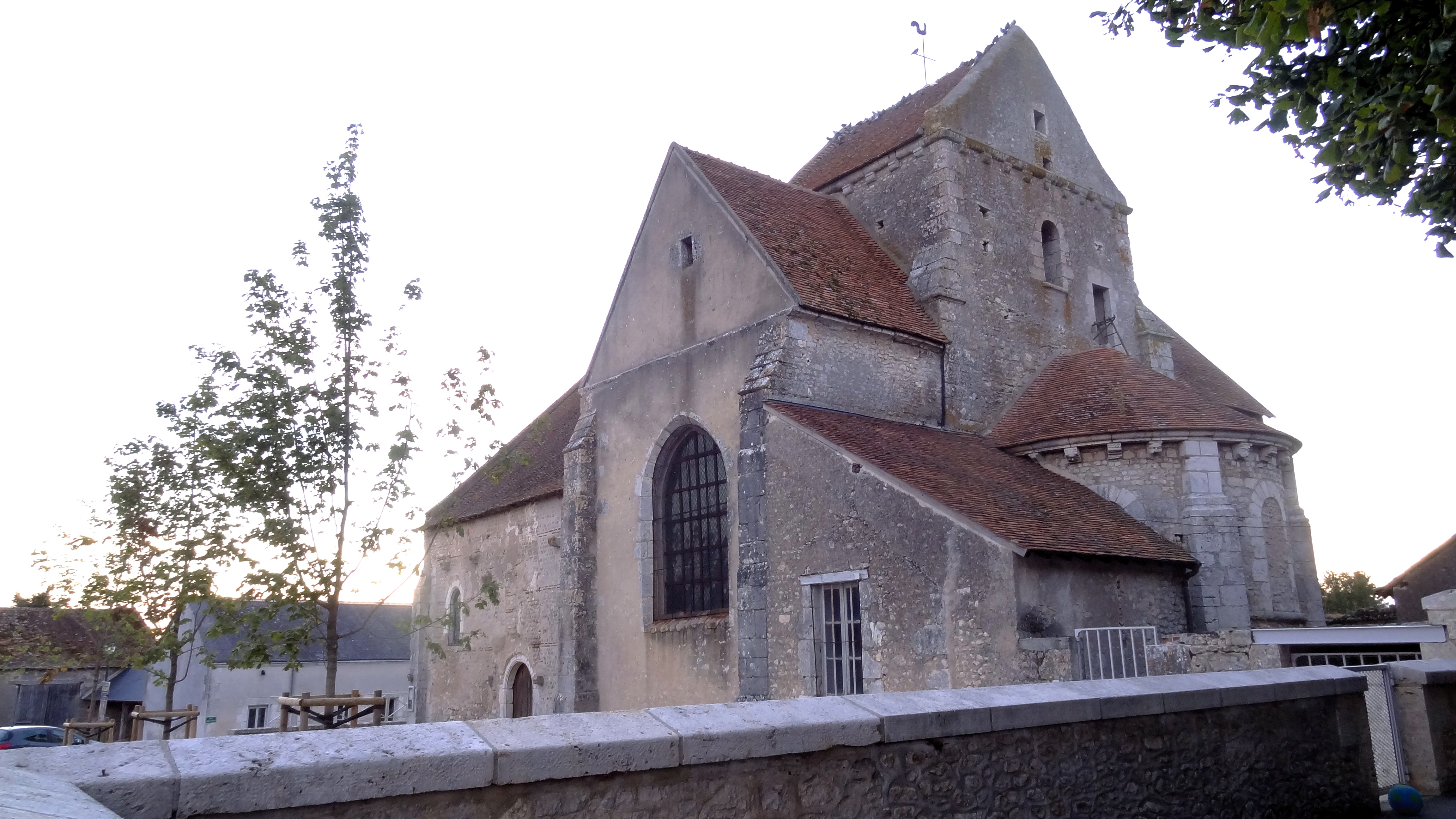
Vue générale

## Mobilier
L'église abrite plusieurs éléments remarquables classés au titre des monuments historiques :
- un retable fin XVIIe siècle / début XVIIIe siècle, avec trois statues, de saint Lubin, sainte Madeleine et saint Gilles[2],
- un retable en bois doré et peint du XVIIe siècle / XVIIIe siècle[3],
- des verrières[4].